# Peder Malling
Peder Malling (22. december 1781 i København – 3. maj 1865 sammesteds) var en dansk arkitekt og søn af gehejmestatsminister Ove Malling.

## Uddannelse
Han blev uddannet til arkitekt, dels under C. F. Hansen, dels på Kunstakademiet, hvor han vandt den lille guldmedalje i 1801 for sin opgave Et museum, passende for Danmark, til natur- og kunstprodukter.

## Stillinger og rejser
Han var med C.F. Hansen i Tyskland og blev senere hans konduktør ved opførelsen af Christiansborg og Københavns Råd- og Domhus. I 1809 blev han ansat som stadsbygmester, og i årene 1811-15 foretog han en studierejse med offentlig understøttelse, særlig til Italien. Efter sin hjemkomst blev han godtaget af Kunstakademiet, hvor han indleverede sit medlemsstykke i 1818: En offentlig plads med et teater m.m., der blev antaget enstemmigt. Hans studietegninger fra rejsen fik ros på Akademiet, og i 1817 blev han professor. Samtidig var han også ansat som flådens bygmester.

## Byggerier
Da Peder Malling var stadsbygmester i langt over en menneskealder, er det vanskeligt at påvise, hvilke arbejder der alene skyldes ham, idet hans virksomhed hovedsagelig var af ledende og omformende art. Af hans selvstændige arbejder kendes kun restaureringen af Bringstrup Kirke, gravmælet over Tordenskiold i ligkapellet ved Holmens Kirke samt hovedbygningerne for Københavns Universitet og Sorø Akademi.

### Universitetsbygningen
Hans første projekt til universitetsbygningen kom i 1819, og det skal have været meget pragtfuldt og i græsk stil. Det omfattede hele terrænet fra Nørregade til Fiolstræde, men det blev for kostbart, og i samarbejde med en nedsat komité udarbejdede han et nyt projekt med nygotiske elementer, som blev godkendt i 1831. Bygningen blev indviet i 1836, og den kostede hen ved 400.000 kr. Trods den ret imponerende facade og en vis originalitet i sammenstilling og behandling af motiverne fremkaldt bygningen straks en del modstand, og navnlig kunsthistorikeren N.L. Høyen kritiserede den indgående og skarpt (bl.a. i Dansk Ugeskrift, nr. 187, 1835), og heller ikke senere har man ændret ved den opfattelse. Peder Mallings energiske forsøg på at skaffe sin ven, maleren Christian Fædder Høyer, retten til at dekorere universitetets indre mislykkedes på grund af malerens manglende evner i forhold til den store opgave.

### Sorø Akademi
Genopførelsen af Sorø Akademi efter branden i 1813 blev fuldført i 1828. Her har Peder Maling ikke taget hensyn til de pavilloner, der blev reddet, resterne af Akademiets anden bygning, men i stedet valgt en simpel, lidt almindelig paladsstil. Uden at være noget betydeligt værk virker bygningen dog gennemført ved sin store, hvide facade mellem de frodige, grønne træer.
Peder Malling døde ugift. Hans medvirken til, at G.F. Hetsch gjorde Danmark til sit andet og egentlige fædreland, er måske den af hans handlinger, der har haft den største betydning for dansk kunsthistorie.
Malling er begravet på Assistens Kirkegård.